# Hermann Josef Roth
Hermann Josef Ludwig Roth (Montabaur, 2 gennaio 1938) è un teologo, biologo e storico tedesco.
Roth è padre cistercense, docente e scienziato, storico delle culture e delle scienze, e attivista in cura dei monumenti, protezione della natura e paesaggi. Abbreviazione del autore: HJR.

## Biografia
Hermann J. Roth (pseudonimo Antonius R.) nasce a Montabaur come figlio del Heinrich Roth e di sua moglie Gertrud, nata Ebert. Dopo la maturità, nel 1957 (con latino, greco, ebraico) vive per primo come monaco cistercense e studi al Collegio filosofico-teologico di Heiligenkreuz (Santa Croce) di Vienna. Dopo aver preso i voti da sacerdote (Francoforte, 1963)  è attivo nel lavoro giovanile e parrocchiale e nel liceo del abbazia di Marienstatt.
Dal 1966 studia biologia e chimica con le scienze sussidiarie (fisica e paleontologia), termina gli esami statali per l’insegnamento alle scuole superiori (1970, 1972) ed insegnò ad un liceo a Colonia (Kaiserin-Theophanu-Schule). Come aiuto temporaneo era anche attivo nel lavoro pastorale per i giovani ed anziani.
Il presidente regionale di Colonia nomina Roth nel 1981 direttore del riparto in biologia nel ambito della formazione di insegnanti. Dal 1995 è direttore di studi. Nel 1990 diventa dottore in scienze naturali all’Università di Nimega.

## Natura
Avendo famigliarizzato molto presto con la natura die suoi dintorni, ha cercato di registrare sistematicamente gli aspetti geobiologici della catena delle montagne medie della Renania. Così ha partecipato al progetto „cartografia floristica dell’ Europa centrale“ (1971-1980) ed ha analizzato fattori ecologici di ambienti minacciati. Inoltre ha esaminato la cinetica e l’anatomia funzionale del teschio degli uccelli.
Roth ha anche avvicinato conoscenze scientifiche al loro contesto di scienze umane e sociali: per esempio l’evoluzione di relazioni tra fede e scienza; teorie ecologiche e postulati etici con la varietà della percezione della „natura“; architettura del tessuto osseo spugnoso e analogie con l’architettura gotica.
Roth, d’altra parte, ha cercato di portare al pubblico le conoscenze scientifiche con conferenze, escursioni e pubblicazioni. Dalla sua giovinezza è attivo nella difesa dell’ ambiente, il cui successo dipende anche dalle conoscenze generali. È stato impegnato come volontario in importanti funzioni in seno ad associazioni e commissioni, come la „Landesgemeinschaft Naturschutz und Umwelt Nordrhein-Westfalen“ (comunità federale per la protezione della natura e l’ambiente in Renania Settentrionale-Vestfalia) e la „Deutscher Wanderverband“ (associazione tedesca di escursionismo) (1998-2005). Dal 1975 è socio di associazioni per il paesaggio a livello comunale e regionale (per es. Renania Settentrionale-Vestfalia 1995-98)

## Storia e cultura degli ordini
Questo richiese tanto il suo ampio percorso di studi quanto la compressione per la vita e le opere di personalità della ricerca, tra i quali si trovano sorprendentemente molti chierici anche con eccellenti prestazioni. L’archivista della collegiata Heiligenkreuz (Santa Croce) di Vienna, Prof. Hermann Watzl (1902-1980) portò l’attenzione dello studente di teologia Roth verso il padre cistercense Dominik Bilimek (1813-1886) che accompagnò il granduca Ferdinand Maximilian dall’ Austria al Messico come naturalista e dopo la sua tragica fine come imperatore nel 1867, accompagnò le raccolte naturali ed etnologiche fino al Castello di Miramare presso Trieste.
La fu occupato per anni con l’amministrazione e l’analisi finché, per ragioni di età, si trasferì a Vienna. Roth è stato sulle tracce di Bilimek in Austria, Italia e Messico. È stata intanto ceduta una vasta raccolta di materiali da lui al „Biohistoricum“ presso il museo di scienze zoologico A. König in Bonn.
Il prestigioso botanico italiano Paolo Silvio Boccone (1633-1704) era sconosciuto nella storia degli ordini cistercense finché Roth non lo rese accessibile per la prima volta al pubblico in occasione della mostra, da lui sollecitata, „I cistercensi“ 1980 ad Aquisgrana. Tra gli altri naturalisti religiosi di cui si è occupato Roth, citiamo almeno Francesco Cetti (1726.1788) e Charles Plumier (1646-1704).
Il gesuita Cetti ha rielaborato per primo in modo basilare la storia naturale della sua terra natale Sardegna. Il padre paolino Plumier studiò a Roma matematica e botanica prima di andare nei Caraibi per ricerche botaniche e raccolte materiale. Ma il centro assoluto delle ricerche biostoriche di Roth é Maximilian Principe di Wied, di cui già Goethe ammirò i racconti di viaggio.
Nel ambito del 12 congresso annuale della Associazione Federale di storia e teoria della biologia tedesca (Deutsche Gesellschaft für Geschichte und Theorie der Biologie, DGGTB) nella Stazione zoologica Anton Dohrn a Napoli (2003), Roth riferì da prima parte sulla „Fondazione, archivio, forum e museo della storia della protezione della natura in Germania“, dal altra parte il soggiorno di una settimana gli servì per seguire tracce di ambizioni di storia naturale durante la storia napoletana, partendo dal luogo compreso.

## Cultura
Fu dichiarato „il meglio conoscitore del Westerwald“ le sue materie spaziano su vari aspetti. Un esempio è la su analisi della plastica floreale di monumenti gotici al abbaziale di Altenberg ed il Duomo di Colonia dal punto di vista della botanica e storia dell’ arte. Ha allargato le sue ricerche a monumenti gotici di altri paesi europei, inclusa l’Italia. 
Poiché un punto chiave dei suoi studi è stato il movimento di riforma monastica (11/12 secolo, Certosini, Cistercensi), l’aspetto ecumenico era sempre presente. L’incontro con l’ordine cistercense portò, nelle ricerche di tracce, alla tomba di Ottone di Frisinga (1114-1158) al Abbazia di Morimond (1963).
Roth fondò nel 1979 i „colloqui certosini“  – ultimamente ha cercato di rendere di nuovo popolare „Alanus ab insulis“ (1125-1202) anche al di fuori dell’antroposofia.
(Come constatò Peter Finke a proposito di Roth.)
L’orientazione interdisciplinare corrisponde alla collaborazione di Roth nel gruppo di ricerca “medicina monastica” all’Università di Würzburg, per cui ha ricercato anche in Brasile, o al progetto, da lui stimolato, “ricerca culturale-ambientale monastica” del centro per architettura dei giardini ed ambientale dell’Università Leibniz ad Hannover.
È stato nominato o eletto in numerose commissioni, per esempio la commissione storica del Nassau (dal 1978), la fondazione del Renania Settentrionale-Vestfalia per la protezione ambientale e cura del patrimonio culturale Düsseldorf (1994-2000).

## Didattica, pubblicistica, bibliofilia
Impegnato in patria e all’ estero come relatore, accompagnatore di escursioni ed esperto in educazione ambientale, Roth formulò al consiglio del alta amministrazione rurale della Renania Settentrionale-Vestfalia (Beirat der Obersten Landschaftsbehörde in Nordrhein-Westfalen) suggerimenti adeguati. Certe esperienze del suo insegnamento hanno avuto influenza nei metodi di apprendimento, per es. “Etica nel insegnamento della biologia” (Zur Ethik im Biologieunterricht, 1992), “Scienze della terra e didattica della biologia” (Erdwissenschaften und Biologie-Didaktik, 2001) o il “Set esperimentale per l’ecologia dello studente” (Experimetierkasten für Schüler-Ökologie, 1986).  Opera pionieristica fu la “guida naturale del Westerwald” (Naturführer zum Westerwald, 1975, 1980) e la “guida naturale di Colonia” (Kölner Naturführer, 1990).
Come redattore si è dedicato alla riviste specializzate come Cisterzienser-Chronik, Natur- und Landschaftskunde, Biologie regional e Godesberger Heimatblätter.
Nel museo Roth ha sempre visto un importante complemento alla scuola. Collaborava in modo decisivo alla fondazione del “museo del paesaggio del Westerwald” ad Hachenburg e come consulente nella preparazione della fondazione del museo al aperto di Lindlar e nel l’ufficio dei musei della Renania.
In più sollecitava importante mostre ed accompagnava come esperto:
- I Cistercensi. Vita monastica tra ideale e realtà[21][22]
- Mondo delle piante del duomo di Colonia[23]
- Massimiliano Principe di Wied. Cacciatore, ricercatore, viaggiatore[24][25]
- 900 anni Cîteaux. I cistercensi della Renania visto nel arte della miniatura[26]
- 500 anni Brasile. Dal Reno a Rio[27]

in più ha collaborato alle mostre:
- Uomini collegati ed uniti. Sul ruolo del uomo nel confronto interculturale[28]
- La certosa di Colonia intorno al 1500[29]

Roth ha ampliata anche la biblioteca privata dello studio della geografia e cultura regionale Nassovica, Rhenania ed ha aggiunto le sezioni di monastica e Brasiliensia. Parti della biblioteca e del archivio sono state cedute alla fondazione storia di natura, il Biohistoricum di Bonn, l’archivio storico del arcivescovado di Colonia, l’arcivescovado di Limburg, alla biblioteca del abbazia di Marienstatt, e all’ archivio comunale di Montabaur ed Hachenburg.

## Appartenenze
È attivo in organizzazioni specializzate, per es. come membro fondatore nella Associazione di storia e teoria della biologia tedesca (Deutsche Gesellschaft für Geschichte und Theorie der Biologie, DGGTB, Bonn), nel consiglio direttivo del Associazione della storia della natura della Renania e Vestfalia (Naturhistorischer Verein der Rheinlandeund Westfalens, NHV, Bonn) e nel associazione nassoviana della storia della antichità e ricerca della storia (Verein für Nassauische Altertumskunde und Geschichtsforschung, Wiesbaden).

## Premi
Hermann Josef Roth ha ricevuto numerosi riconoscimenti. Tra gli altri:
- la borsa di studio Albert-Steeger dell'associazione regionale della Renania (1979),
- la medaglia ambientale della Deutsche Umweltstiftung (1985),
- il Rheinlandtaler (1998),
- il premio della fondazione ambientale del Land Renania-Palatinato (2001),
- Ordine al merito di Germania (Bundesverdienstkreuz) (2006),
- l'Ordine al merito del Land della Renania settentrionale-Vestfalia (2014),[31]
- Taxon botanico di honore: Habenaria hermannjosef-rothii (2020).[32]

## Opere (Selezione)
La bibliografia di Roth comprende oltre 400 titoli di libri, saggi, articoli di dizionario, recensioni e supporti audiovisivi, nonché articoli e interviste su giornali e riviste, alla radio e alla televisione.

### Libri e scritti indipendenti
- Abtei Marienstatt. Ein Führer zur Architektur und Kunst (L’abbazia die Marienstatt. Guida al architettura e l’arte), (= Marienstatter Gesammelte Aufsätze, 2) – p. 70, con illustrazioni e disegni, Hachenburg 1966
- Altenberg und Marienstatt. Die Beziehungen zweier rheinischer Zisterzen (Altenberg e Marienstatt, i rapporti tra due abbazie cistercensi), Bergisch Gladbach, 1971
- Die Pflanzen in der Bauplastik des Altenberger Domes. Ein Beitrag zur Kunstgeschichte und zur mittelalterlichen Botanik (Le piante nella scultura architettonica del duomo di Altenberg. Studi su l’historia d’arte e la botanica medievale), Bergisch Gladbach, 1976
- Die bauplastischen Pflanzendarstellungen des Mittelalters im Kölner Dom. Eine botanische Bestandsaufnahme unter Berücksichtigung auswärtiger Architekturplastik und sonstiger Kunstgattungen (La decorazione di piante nella scultura architettonica del duomo di Colonia), Francoforte, Berna, New York, Parigi: Lang, 1990
- Schöne Alte Klostergärten (Giardini monastici preziosi), con fotografie di Werner Richner, Würzburg: Stürtz, 1995; 1996; Flechsig1997

#### Collaborazione
- Ad sanctos. Bei den Heiligen der Abtei Himmerod – zisterziensische Memorialkultur, Großlittgen: Himmerod-Drucke, 2013

#### Stampe private
- Schriftenreihe Europäische Begegnungsstätte Kloster Kamp e.V. – Vorträge am Kloster Kamp
- Die Zisterzienser. Träger von Innovationen in Landwirtschaft, Medizin und Technik, 20 febbraio 2011
- Klostermedizin. Die missverstandene Heilkunde, 18 marzo 2012
- Otto von Freising. Auf der Suche nach dem Grab, Morimond 1963. Bericht des letzten Ausgräbers. 7 giugno 2015

#### In lingua straniera
- (EN)  The Moselle – Würzburg: Stürtz, 1998 – 70 S., zahlr. Abb., 2 Ktn., geb.; Mit Werner Richner (Fotos) – ISBN 3-8003-1152-6 – brosch. Ausg. ISBN 3-8003-1152-6
- (NL)  Het Bergische Land in kleuren. thieme’s reisgidsen voor natuuvrienden - Zutphen/NL: Thieme, 1980 - ISBN 90-03-97015-7

#### Edizioni
- Die Zisterzienser. Ordensleben zwischen Ideal und Wirklichkeit (I Cistercensi. Vita monastica tra ideale e realità), Ausstellungskatalog (= Schriften des Rheinischen Museumsamtes, 10), Colonia, Bonn 1980; ed. con Kaspar Elm & Peter Joerißen
- Klostergärten und klösterliche Kulturlandschaften – Historische Aspekte und aktuelle Fragen (= CGL-Studies 6) (giardini dei monasteri e paesaggio rurale monastico) – Monaco; M. Meidenbauer, 2009 – ed. con Joachim Wolschke-Bulmahn, Carl-Hans Hauptmeyer & Gesa Schönermark

### Pubblicazioni scientifici
- Rheinische Zisterzienser im Kontext der Ordensgeschichte. In: Landesmuseum Mainz (Hg.): Cîteaux 1098-1998, Rheinische Zisterzienser im Spiegel der Buchkunst, Wiesbaden 1998, pp. 15-24; Cîteaux, p. 4.
- Apotheken- und Medizinalwesen im Barockstift. Botanik, Phytotherapie und Gartenkultur im Rahmen von Kolonialismus und Mission, In: Zeitschrift für Phytotherapie 22, 5, 2001, pp. 224-228, 6 fig.
- Zu Büchern und Bibliotheken im ehemals kurtrierischen Gebiet von Westerwald und Lahn, Bürgerbibliothek seit 1827, Jubiläumsschrift der Stadtbibliothek Coblenza. 2002, pp. 54-63, 1 fig.
- Neuwied als erste Adresse. Korrespondenzen und Begegnungen mit Maximilian Prinz zu Wied, In: Feste und Gäste am Rhein. Das Fürstenhaus Wied zur Zeit der Romantik, Neuwied: Kreismuseum, 2002, pp. 69-81, 7 fig.
- Mainz, In: Monasticon Cartusiense II. (= [Analecta Cartusiana] 185/2). Salisburgo 2004, pp. 556-561.
- Koblenz, In: Monasticon Cart. II., pp. 561-569.
- Missverstandene Klostermedizin, In: Spektrum der Wissenschaft 3/2006, pp. 84-91, 12 fig.
- Naturwissenschaften, Medizinalwesen und Technik in Zisterzienserklöstern vom Mittelalter bis zum 19. Jahrhundert, In: Res naturae (= Veröff. d. Kultur- u. Begegnungszentrum d. Abtei Waldsassen, 2) - Kallmünz: M. Laßleben, 2005, pp. 25-41. ISBN 3-7847-1189-8
- Nutzen und Nutzung der Pflanzen. Klostergärten vom Mittelalter bis heute, In: Gartendiskurse. Mensch und Garten in Philosophie und Theologie, Hg.: Arne Moritz & Harald Schwillus. Francoforte: Lang, 2006, S. 33-41, 1 fig.
- Die Zisterzienser und Altenberg. Gründung und Hintergründe, In: Wenn nicht der Herr das Haus baut.. Altenberg. Vom Zisterzienserkloster zum Bergischen Dom. Fetsschrift zur 750-Jahrfeier der Grundsteinlegung, Altenberg 2009, pp. 13-27.
- Himmerod als klösterliche Siedlung im ordens- und kulturgeschichtlichen, In: 875 Jahre Findung des Klosterortes Himmerod. Festschrift, hg. v. Abt Bruno Fromme (= Quellen u. Abhandlungen zur mittelrheinischen Kirchengeschichte, 127). Magonza 2010, pp. 489-514, 6 fig.
- Zu Büchern und Bibliotheken im Gebiet des ehemaligen Unterstifts Trier (Westerwald, Lahn, Taunus), In: Libri pretiosi. Mitt. d. Bibliophilen-Ges. Trier, 13, Treviri 2010, pp. 49-62. ISBN 978-3-940760-21-0
- Minnesänger und Zisterzienser. Hélinand von Froidmont. Cistercienser Chronik 117, 3-4, 2010, pp. 225-227
- Plumier, Charles, In: Biographisch-Bibliographsches Kirchenlexikon 32, 2011, Sp. 1102-1103
- Zisterzienser – ein christlicher Ritterorden in einer europäischen Umbruchszeit? Herausforderungen durch Islam und Heidentum, In: Das Charisma des Ursprungs und die Religionen. Hg.: Petrus Bsteh & Brigitte Proksch – Münster: Lit, 2011, pp. 126-145. ISBN 978-3-643-50281-0
- Klostermedizin von Hildegard von Bingen bis zur Gegenwart. Eine kritische Würdigung, In: Nordwin Beck (Hg.): Neue Forschungsergebnisse aus dem Pfälzerwald, den Rheinlanden und dem Mittelrheintal (= Schr. Arbeitskreis Landes- u. Volkskunde, 10). Coblenza: Università, 2011, pp. 54-70.
- Los cistercienses. Portadores de innovaciones en agricultura, medicina y tecnología – Anámnesis, 46, 2012, pp. 55-76; Messico
- Forschungsstand klösterliche Kulturlandschaft, In: Zu den Qualitäten klösterlicher Kulturlandschaften. Geschichte, Kultur, Umwelt und Spiritualität, Hg.: CGL-Center of Garden Art and Landscape Architecture. Leibniz Universität Hannover 2012, pp. 46-49
- Neuwied als Anlaufadresse der gelehrten Welt. Ornithologen aus aller Welt als Partner des Prinzen Maximilian, In: Heimat-Jahrbuch des Kreises Neuwied, 1996, pp. 116-119, 1 fig.

### Multimediale / materiale didattico
- Die Zisterzienser. Ordensleben zwischen Ideal und Wirklichkeit (I Cistercensi. Vita monastica tra ideale e realità) – Set audiovisivo; 36 diapositive colorate, quaderno d’accompagnamento pag. 49; con Chrysostomus Schulz - CALIG-Verlag, Monaco 1983
- SVN-Ökologie. Schülerversuchssystem: Geräte- u. Chemikaliensatz, Lehrer- u. Schülerheft (set didattico ecologico per studenti). Bonn: Prof. Maey, 1986
- Westerwald. Land zwischen Rhein, Lahn und Sieg - VHS (50 Min.). arbeda-media Wesseling 1989